# Ogilvy

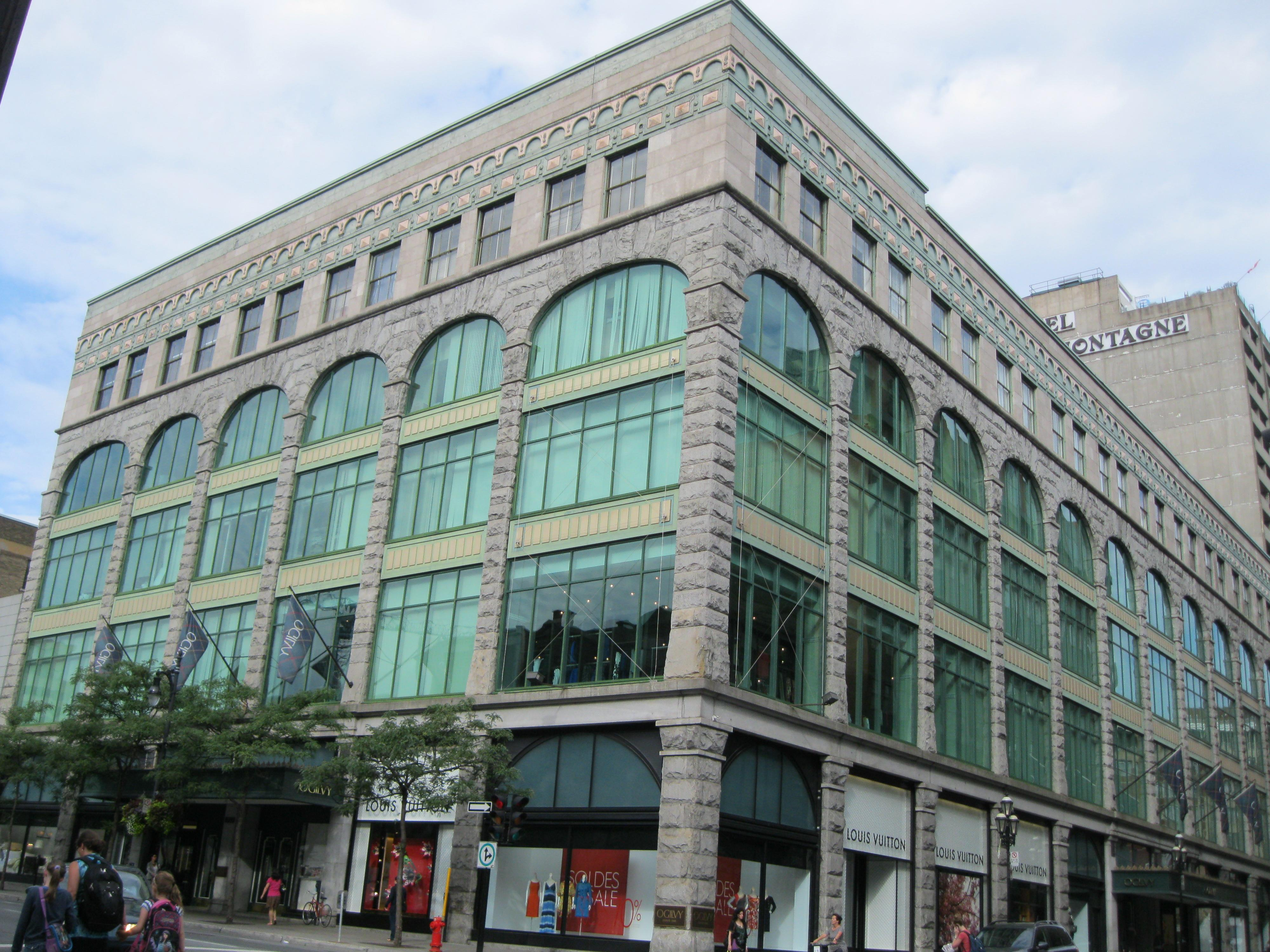
Ogilvy warenhuis in Montreal

Ogilvy (in het Engels) of La Maison Ogilvy's (in het Frans) is een luxe warenhuis in de Canadese stad Montreal. Het warenhuis is opgericht in 1866 en maakt sinds 2011 onderdeel uit van de Selfridges Group. 

## Geschiedenis
In 1866 richtte James Agnus Ogilvy, een Schotse immigrant, een textielwinkel op aan 91-93 Mountain Street in Montreal. De winkel had slechts een toonbank en een medewerker. In 1884 verhuisde de winkel Jas A. Ogilvy Ltd. naar 199 St. Antoine Street op de noordoosthoek van St. Antoine en Mountain Street. In 1884 verhuisde Ogilvy naar de noordwesthoek van St. Antione en Mountain Street. In 1889 werd de winkel uitgebreid met woontextiel. 
In 1908 kocht Ogilvy de huidige locatie van de familie Prévost en bouwde hier een nieuwe winkel, die gereed was in 1912. 
In 1927 werd het warenhuis gekocht door de investeerder Arthur J. Nesbitt voor 38.500 Canadese dollar op aandringen van zijn zoon James. Deze hoopte het snel met winst door te kunnen verkopen, maar raakte gepassioneerd van het warenhuis en managede het 54 jaar lang. In 1928 werd een vijfde verdieping en de Tudor Hall toegevoegd. De Tudor Hall was de eerste Music Hall in Montreal met een groot pijporgel. In de hal werden dagelijks concerten gegeven en vonden radio-uitzendingen plaats. 
Als uiting van de Schotse roots van Ogilvy introduceerde Nesbitt boodschappentassen en verpakkingen met tartanmotief. Daarnaast liet hij een doedelzakspeler door de winkel paraderen ter vermaak van de bezoekers en de medewerkers. Vanaf 1945 sloot de doedelzakspeler de winkel aan het eind van de dag. De laatste decennia liep de doedelzakspeler rond het middaguur spelend door de winkel. Nesbitt was ook verantwoordelijk voor de traditie van de kerstetalages.  In 1947 gaf hij de Duitse speelgoedfabrikant Steiff opdracht om twee etalages te maken van vakantiescènes, bekend als "The Mill in the forest" en "The Enchanted Village," bestaande uit tientallen handgemaakte mechanische speelgoeddieren, met meer dan honderd bewegende delen. In 2008 werden de etalages, die in verval waren geraakt, volledig gerenoveerd. 
In 1981 ging J. Aird Nesbitt met pensioen, na meer dan halve eeuw leiding te hebben gegeven aan het warenhuis. Hij werd opgevolgd als CEO door Edward Walls, een voormalige verkoopdirecteur van T. Eaton Company.  Onder zijn leiding werd onder andere het aantal productgroepen, variërend van antiek tot tv-toestellen, gereduceerd. Vier jaar later, na onderhandelingen en toezeggingen om "alle redelijke inspanningen" zou worden gedaan om haar tradities te behouden, verkocht de familie Nesbitt het warenhuis aan Equidev, een projectontwikkelingsmaatschappij uit Montreal van de onroerend goed ondernemer Daniel Fournier. De nieuwe eigenaar voerde een grote renovatie uit, waarbij een groot van de winkel werd gestript. Ogilvy werd gerenoveerd en omgevormd van een traditioneel warenhuis naar een 'shop-in-the-shop'-conceot.  
In november 1986 werd het eerste deel van renovatie opgeleverd, bestaande uit een volledig nieuw ontworpen tweede verdieping. Het duurde twee jaar voor de rest van de bijna 14.000 m² winkelruimte volledig gerenoveerd was. Na de voltooiing werd 85 procent van de winkeloppervlakte verhuurd aan zo'n 50 retailers.
In 1994 werd Ogilvy verkocht aan Standard Life Assurance Company, die het zes jaar later weer doorverkocht aan Pyxis Real Estate Equities Inc. In 2010 werd het warenhuis verkocht aan een consortium, bestaande uit Champlain Financial Corp., Solidarity Fund QFL, Devimco Inc. en BB Real Estate Investment Trust.. In 2011 werd het vervolgens verkocht aan de Selfridges Group.
In 2013 werd bekend dat Ogilvy en het filiaal van het warenhuis Holt Renfrew in Montreal samengevoegd worden tot één groot warenhuis onder de naam 'Ogilvy, part of the Holt Renfrew & Co. collection'. Het warenhuis heeft sindsdien een oppervlakte van ruim 20.400 m². In 2020 was de samenvoeging van de filialen van beide warenhuizen afgerond en daarna wijzigde de naam van het warenhuis Ogilvy in Holt Renfrew Ogilvy.